# 徐易
徐易（1517年—1549年），字希文，號豐溪，江西廣信府永豐縣人，民籍，明朝政治人物。

## 生平
行六十八，嘉靖二十二年（1543年）癸卯科江西鄉試第九十一名舉人。嘉靖二十三年（1544年）中式甲辰科會試第一百九十七名，登第三甲第二十三名進士。二十四年官鄞县知縣，嘉靖二十七年（1548年）十一月行取刑科給事中，甫三月而卒。

## 家族
曾祖徐茂仙；祖父徐紀；父徐瓊，母周氏。严侍下。兄徐昊、徐晟。